# Hoyos de Miguel Muñoz
Hoyos de Miguel Muñoz é um município da Espanha na província de Ávila, comunidade autónoma de Castela e Leão, de área 11,87 km² com população de 48 habitantes (2007) e densidade populacional de 4,11 hab/km².
Hoyos de Miguel Muñoz localiza-se a mais de 1.534 metros de altitude média, com invernos frios e verões curtos e frescos. É uma povoação pequena de origem medieval, a mais alta de Ávila e de Castela Leão.

## Demografia
| Variação demográfica do município entre 1991 e 2004 | Variação demográfica do município entre 1991 e 2004 | Variação demográfica do município entre 1991 e 2004 | Variação demográfica do município entre 1991 e 2004 |
| --------------------------------------------------- | --------------------------------------------------- | --------------------------------------------------- | --------------------------------------------------- |
| 1991                                                | 1996                                                | 2001                                                | 2004                                                |
| 71                                                  | 62                                                  | 48                                                  | 49                                                  |